# 揚·波托茨基

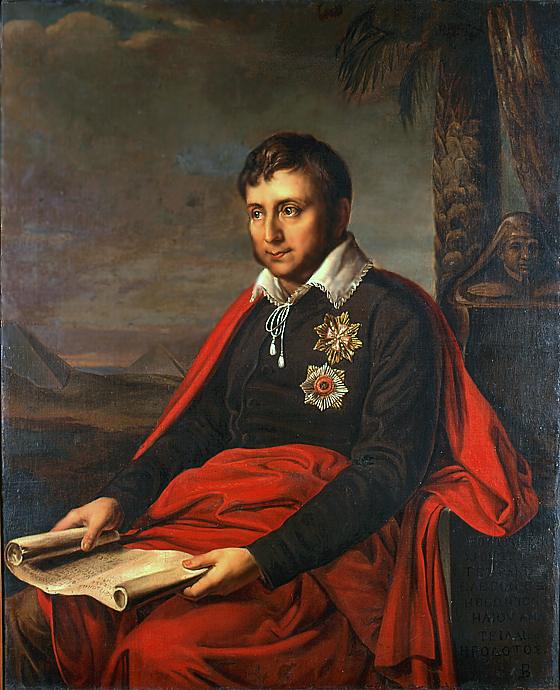
揚·波托茨基

揚·波托茨基（波蘭語：Jan Potocki，波蘭語發音：[ˈjan pɔˈtɔt͡skʲi]YanPo-to-tskEE；1761年3月8日-1815年12月23日）是波蘭貴族、民族學家、語言學家、旅行者和啟蒙運動時期的作者，他的生活和功績使他成為波蘭著名人物。他主要以他的流浪小說《在薩拉戈薩發現的手稿》而聞名。
波托茨基出生於富裕的波蘭貴族，從小就生活在國外，主要在瑞士接受教育。波托茨基經常光顧巴黎的沙龍並遊覽歐洲，然後於1778年暫時返回波蘭。作為一名士兵，他在巴伐利亞王位繼承戰爭中加入了奧地利軍隊，並於1789年被任命為波蘭軍隊的軍事工程師。在他廣泛的航行中，他積極記錄了當時的風俗習慣、正在進行的戰爭、革命和民族覺醒，這使他成為旅行文學的先驅。波托茨基著迷於神秘學，研究古代文化、儀式和秘密社團。同時他還是議會成員，並在波蘭立陶宛聯邦不復存在前不久參加了大瑟姆。
儘管取得了許多成就，波托茨基還是背負著精神疾病、憂鬱症以及嚴重的臨床變狼妄想症，這使他相信自己變成了狼人。他於1815年開槍自殺，然而他的死因至今仍存在爭議。